# Wo die Liebe hinfällt (1935)
Wo die Liebe hinfällt (Originaltitel: I Live My Life) ist ein US-amerikanischer Spielfilm mit Joan Crawford und Brian Aherne unter der Regie von W. S. van Dyke aus dem Jahr 1935.

## Handlung
Kay Bentley ist eine gelangweilte Erbin, die ihre Zeit mit endlosen Reisen um die Welt füllt. Eines Tages ankert ihre Yacht vor der griechischen Insel Naxos, wo sie den armen, aber ehrbaren Archäologen Terry O’Neill trifft und sich sofort in ihn verliebt. Die beiden jungen Leute streiten sich trotzdem endlos, zumal Terry eine ausgesprochene Abneigung gegen ein Dasein in Luxus und ohne materielle Sorgen verspürt. Er will für sein Geld arbeiten, statt auf Long Island Golf zu spielen. Der Streit erreicht seinen Höhepunkt kurz vor der Trauung, als Terry beschließt, Kay vor dem Altar sitzen zu lassen, weil es seiner Meinung nach besser für sie beide sei. Kay erfährt von dem Plan und nach noch mehr Streitereien klappt es doch noch mit der Hochzeit und beide leben arm, aber glücklich von Terrys bescheidenen Einkünften.

## Hintergrund
Joan Crawford war noch in Stummfilmtagen als Darstellerin ausgelassener Mädchen, sog. Flapper in einer Serie von leichten Romanzen zum Ruhm gelangt. Nach 1933 spezialisierte sich die Schauspielerin auf die Darstellung wohlhabender Frauen, die romantische Verwicklungen erleben und am Ende das wahre Glück finden. Allein 1934 war die Schauspielerin insgesamt dreimal in mehr oder weniger identischen Situationen auf der Leinwand präsent: Heirate nie beim ersten Mal, Sadie McKee und In goldenen Ketten unterscheiden sich kaum in der Grundprämisse, spielten jedoch alle sehr viel Geld an der Kinokasse ein.
Es war daher nur folgerichtig, wenn MGM die erprobte Formel erneut anwandte. Wo die Liebe hinfällt ist mit viel Aufwand produziert. Erneut durchlebt Crawford die emotionalen Wechselfälle des Lebens in einer nicht endenwollenden Abfolge von spektakulären Kostümen des MGM-Chefdesigners Gilbert Adrian mit ständig wechselnden Frisuren und vor opulenten Studiokulissen, die allesamt von Cedric Gibbons entworfen wurden. Die Kameraführung tauchte die Szenen mittels des von MGM bevorzugten weichen Oberlichts in eine luxuriöse, weich gezeichnete Aura von Wohlstand und Gediegenheit. Gleichzeitig sind einige der besten Nebendarsteller von Hollywood verpflichtet, darunter Frank Morgan und Aline MacMahon. Allerdings begann durch die ständige Wiederholung derselben Situationen die Karriere von Crawford, wenn auch zunächst auf hohem Niveau, zu stagnieren. Der Film kam 1937 in Deutschland unter dem Titel Ich lebe mein Leben in die Kinos.
Joan Crawford war mit dem fertigen Ergebnis nicht sonderlich zufrieden. Gegenüber Roy Newquist befand sie:

„[D]as Einzige, woran ich mich erinnern möchte sind die Kostüme von Adrian. Die übliche Standardgeschichte, doch ich denke, die Leute wollten mich immer und immer wieder dieselben Dinge tun sehen. Oder wenigstens dachte Metro, dass es so wäre.“

## Kinoauswertung
Mit Herstellungskosten von 586.000 US-Dollar war Wo die Liebe hinfällt eine für MGM-Verhältnisse leicht überdurchschnittlich teure Produktion und entsprach dem Prestige von Joan Crawford in der Studiohierarchie und ihrer Zugkraft an der Kinokasse. Dort erwies sich auch dieser Film als ausgesprochen populär und spielte allein in den USA 921.000 US-Dollar ein. Dazu kamen 557.000 US-Dollar im Ausland und somit ein kumuliertes Gesamtergebnis von 1.478.000 US-Dollar. Am Ende stand für MGM ein Gewinn in Höhe von 384.000 US-Dollar.

## Kritiken
Allmählich fiel die ständige Wiederholung derselben Situationen in den Crawford-Filmen den Kritikern auf.
Andre Sennwald äußerte sich noch relativ wohlwollend in der New York Times.

„„Wo die Liebe hinfällt“ […] erweist sich als unterhaltsamer Nachweis, dass die Liebe eine ziemlich demokratische Angelegenheit ist, obwohl die Kostüme von Adrian ihren Beitrag dazu leisten, dieses Gefühl anzufachen. […] Miss Crawford ist gerade so angemessen in der Rolle, während Brian Ahern exzellent als draufgängerischer Wissenschaftler ist.“

Richard Watts Jr. brachte in der New York Herald Tribune die Dinge auf den Punkt:

„[Der Film] strahlt etwas von der Vitalität aus, die der Regisseur W.S. Van Dyke seinen Arbeiten für gewöhnlich gibt, insgesamt handelt es sich aber doch um eine ziemliche Routineangelegenheit. Wenn Sie allerdings ein Anhänger der üblichen Crawford-Filme sind, werden Sie das Ergebnis lieben.“